# Střemy
Střemy är en ort i Tjeckien.   Den ligger i regionen Mellersta Böhmen, i den centrala delen av landet, 30 km norr om huvudstaden Prag. Střemy ligger 263 meter över havet och antalet invånare är 352.
Terrängen runt Střemy är lite kuperad. Runt Střemy är det ganska glesbefolkat, med 38 invånare per kvadratkilometer. Närmaste större samhälle är Mělník, 7,5 km sydväst om Střemy. Trakten runt Střemy består till största delen av jordbruksmark.